# Synedrus transiens
Synedrus transiens är en stekelart som först beskrevs av Walker 1835.  Synedrus transiens ingår i släktet Synedrus och familjen puppglanssteklar. Arten är reproducerande i Sverige. Inga underarter finns listade i Catalogue of Life.